# Cristiana Palazzoni
Cristiana Palazzoni (Perugia, 27 dicembre 1971) è una giornalista italiana.

## Biografia
Dopo la laurea in lettere classiche conseguita alla Università degli Studi di Perugia frequenta il corso Scuola di giornalismo radiotelevisivo di Perugia della Rai, effettuando poi stage per RaiNews24, Televideo. Dal 2001 è iscritta come professionista all'Ordine dei giornalisti dell'Umbria. Prosegue collaborando con rubriche del TG2 come Mizar, Neon Cinema e Neon Libri.
Dopo aver condotto il programma televisivo per ragazzi GT Ragazzi, da settembre 2010 ha condotto l'edizione delle 14:20 del TG3, per poi passare a quella delle 19:00 a partire dal 19 luglio 2022. Si occupa principalmente di cronaca. Ha partecipato con un piccolo cameo al film To Rome with Love di Woody Allen, nel quale intervista Leopoldo Pisanello (Roberto Benigni), un uomo di ceto sociale medio, che un giorno si ritrova ad essere famoso e amato da tutti.